# HD73045
HD73045 — хімічно пекулярна зоря спектрального класу A3, що має видиму зоряну величину в смузі V приблизно  8,6.
Вона  розташована на відстані близько 656,3 світлових років від Сонця.